# Francisco Dutari
Francisco Dutari (Córdoba, 3 marzo 1988) è un ex calciatore argentino, di ruolo difensore.

## Carriera
Ha giocato nella massima serie dei campionati argentino, cileno, messicano ed israeliano.